# Rennaz
Rennaz es una comuna suiza del cantón de Vaud, ubicada en el distrito de Aigle. Limita al oeste y norte con la comuna de Noville, al este con Villeneuve, y al sur con Roche.
La comuna formó parte del círculo de Villeneuve, disuelto el 31 de diciembre de 2007 con la entrada en vigor de la nueva ley de ordenamiento territorial del cantón de Vaud. 